# أمد (اسم)
أَمَد هو اسم علم مذكر من أصل عربي، ومعناه هو الغاية ومنتهى الأجل والغضب.